# Lellingeria depressa
Lellingeria depressa là một loài dương xỉ trong họ Polypodiaceae. Loài này được C. Chr. A.R. Sm. & R.C. Moran mô tả khoa học đầu tiên năm 1991.